# Sangrave
Sangrave este un oraș în Mauritania.